# Bothriomyrmex
Bothriomyrmex (лат. , от др.-греч. βόθρος «яма» и μύρμηξ «муравей»; «ямный муравей») — род муравьёв подсемейства долиходерины (Dolichoderinae, Bothriomyrmecini). Палеарктика (Европа, Северная Африка, Малая Азия, Ближний Восток) и Неотропика. Более 30 видов
.

## Описание
Мелкие земляные муравьи желтовато-коричневого цвета. Усики самок и рабочих 12-члениковые (у самцов антенны состоят из 13 сегментов). Жвалы рабочих с 5-9 зубцами. Нижнечелюстные щупики, как правило,  4-члениковые, нижнегубные щупики состоят из 3 сегментов (4,3; также, 2,3 и 2,2). Голени средних и задних ног с одной апикальной шпорой.
Стебелёк между грудкой и брюшком состоит из одного сегмента (петиоль). Bothriomyrmex включён в состав трибы Bothriomyrmecini .
- Bothriomyrmex adriacus Santschi, 1922
- Bothriomyrmex atlantis Forel, 1894
- Bothriomyrmex breviceps Santschi, 1919
- Bothriomyrmex communistus Santschi, 1919
- Bothriomyrmex corsicus Santschi, 1923
- Bothriomyrmex costae Emery, 1869
- Bothriomyrmex crosi Santschi, 1919
- Bothriomyrmex cuculus Santschi, 1919
- Bothriomyrmex decapitans Santschi, 1911
- Bothriomyrmex emarginatus  Santschi, 1919
- Bothriomyrmex flavus  Crawley, 1922
- Bothriomyrmex gallicus  Emery, 1925
- Bothriomyrmex gibbus  Soudek, 1925
- Bothriomyrmex hispanicus  Santschi, 1922
- Bothriomyrmex jannonei  Menozzi, 1936
- Bothriomyrmex kusnezovi  Emery, 1925
- Bothriomyrmex laticeps  Emery, 1925
- Bothriomyrmex menozzii  Emery, 1925
- Bothriomyrmex meridionalis  (Roger, 1863)
- Bothriomyrmex modestus  Radchenko, 1985
- Bothriomyrmex myops  Forel, 1895
- Bothriomyrmex pubens  Santschi, 1919
- Bothriomyrmex pusillus  (Mayr, 1876)
- Bothriomyrmex regicidus  Santschi, 1919
- Bothriomyrmex rossi  Donisthorpe, 1950
- Bothriomyrmex salsurae  Donisthorpe, 1944
- Bothriomyrmex saundersi  Santschi, 1922
- Bothriomyrmex scissor  Crawley, 1922
- Bothriomyrmex syrius  Forel, 1910
- Bothriomyrmex turcomenicus  Emery, 1925
- Bothriomyrmex walshi  Forel, 1895
- Bothriomyrmex wilsoni  Clark, 1934
- Bothriomyrmex wroughtonii  Forel, 1895